# Nakajima J9Y
Nakajima J9Y Kikka – (jap. Kwiat pomarańczy) japoński bombowiec o napędzie odrzutowym, jedyny japoński odrzutowiec czasów II wojny światowej zdolny wystartować bez pomocy dodatkowych silników rakietowych. Nigdy nie został użyty operacyjnie.
Kiedy Niemcy rozpoczęły loty testowe nowego myśliwca Messerschmitt Me 262 napędzanego silnikami odrzutowymi, doskonałe parametry tej maszyny podczas testów których świadkiem był attaché wojskowy Japonii, skłoniły we wrześniu 1944 roku dowództwo Marynarki Wojennej Japonii do rozpoczęcia prac projektowych nad podobnym dwusilnikowym, jednomiejscowym odrzutowym samolotem szturmowym opartym na koncepcji Me 262. Wymagania dotyczące nowej maszyny były mniej rygorystyczne niż stawiane maszynie niemieckiej i mówiły o maksymalnym zasięgu 205 km z bombą o masie 500 kg lub 278 km z bombą 250 kg. Rozbieg samolotu miał być nie dłuższy niż 350 m przy zastosowaniu wspomagania dodatkowymi silnikami rakietowymi (opcjonalnie). Wymagana prędkość maksymalna 696 km/h, a prędkość lądowania 148 km/h. Wymagania te były podobne do osiągów najlepszych samolotów tłokowych, ale o wiele gorsze od tych jakie osiągnęli Niemcy w swoim Me 262.
Inżynierami prowadzącymi projekt nowego odrzutowca zostali Kazuo Ohno i Kenichi Matsumura. Zaprojektowany przez nich samolot przypominał konstrukcję niemiecką, ale miał mniejsze rozmiary i posiadał składane skrzydła umożliwiające przechowywanie go w górskich jaskiniach i tunelach. Skrzydła maszyny japońskiej charakteryzowały się również mniejszym skosem niż w niemieckim pierwowzorze, a charakterystyczny trójkątny przekrój Me 262 również został zmieniony ze względu na zastosowanie mniejszych zbiorników paliwa. Konstrukcja maszyny była całkowicie metalowa z wyjątkiem powierzchni sterowych pokrytych płótnem. Podwozie główne zaadaptowano z myśliwca A6M Zero, a przednie z bombowca P1Y. Silniki zamontowano w podłużnych gondolach pod skrzydłami, tak samo jak w maszynie niemieckiej, co umożliwiało testowanie różnych typów jednostek napędowych bez konieczności zmiany konstrukcji kadłuba. Ze względu na problemy logistyczne i techniczne z konstrukcją docelowych silników Ne-12 o ciągu 340 kG, rozważano zastosowanie wielu innych rozwiązań. Po wielu nieudanych próbach ulepszenia konstrukcji silników japońskich postanowiono zbudować na podstawie fotografii przekroju niemieckiego silnika BMW 003, napędzającego samolot Heinkel He 162 Volksjäger, kopię tego rozwiązania. Silnik ten został oznaczony jako Ishikawajima Ne-20. W międzyczasie dowództwo marynarki wojennej zmieniło przeznaczenie samolotu na Specjalny Samolot Uderzeniowy Marynarki Kikka służący do ataków samobójczych.
Pierwszy prototyp wzbił się w powietrze 7 sierpnia 1945 roku. Drugi start, 11 sierpnia został przerwany w trakcie, skutkiem czego maszyna uległa uszkodzeniu. Powodem kraksy było wadliwe zamontowanie systemu RATO silników rakietowych wspomagających start. Do zakończenia wojny nie odbyły się już kolejne loty testowe mimo ukończenia drugiego prototypu. Ponadto na liniach produkcyjnych wytwórni Nakajima pozostało jeszcze 25 egzemplarzy samolotów Kikka w różnym stadium ukończenia.
Planowano budowę wersji myśliwskiej, szkolnej, rozpoznawczej i szturmowej tego samolotu.
Wersja bombowa nie posiadała uzbrojenia strzeleckiego, natomiast wersję myśliwską planowano wyposażyć w dwa 30 mm działka. Myśliwska wersja samolotu Kikka miała posiadać nowe silniki Ne-130 o ciągu 900 kG lub Ne-330 o ciągu 885 kG każdy.